# خوسيه سيرا
خوسيه سيرا (بالإنجليزية: José Serra) (و. 1942  م) هو اقتصادي، وسياسي، وكاتب برازيلي، ولد في ساو باولو.

## مناصب
تولى منصب List of governors of São Paulo ‏
- عضو مجلس الشيوخ من البرازيل[2]
- Ministry of Health (Brazil) [الإنجليزية]‏
- عمدة ساو باولو
- عضو مجلس النواب من البرازيل  [لغات أخرى]‏.[3]

## التعليم
تعلم في كلية الفنون التطبيقية في جامعة ساو باولو ‏، وجامعة كورنيل.